# نادي هايابلي
هايابلي هو نادي كرة قدم جيبوتي يقع في حي هايابلي في مدينة جيبوتي عاصمة البلاد. يلعب النادي في دوري جيبوتي الممتاز.